# ジョシュア・レノルズ
ジョシュア・レノルズ（Sir Joshua Reynolds, 1723年7月16日 - 1792年2月23日）は、ロココ期のイギリスの画家。ロイヤル・アカデミー・オブ・アーツの初代会長を務めた。

## 生涯
1723年、イングランド南東部デヴォン州のプリンプトンに生まれる。父親が教師であったため、父親から教育を受けた。1740年から1743年まで肖像画家のトマス・ハドソンの元で修業した。
サミュエル・ジョンソンと親交が深く、1746年2月にロンドンのソーホー地区にある食堂でジョンソンを中心として「ザ・クラブ」を創設し、エドマンド・バーク、オリヴァー・ゴールドスミスらと毎週夜の7時に集まり夜がふけるまで議論を交わした。当時ジョンソンから「人は友情を常に修復し続けなければならない。新しい友人を作らなければ、最終的には独りだ」と箴言を授けられた。
1749年にオーガスタス・ケッペルと知り合い、戦列艦センチュリオンに乗船する。同年より1752年にかけてイタリアに学び、ラファエッロやミケランジェロなどの古典を熱心に研究した。しかしローマにいる間に病気になり、回復したものの聴覚の一部を失ってしまう。
1768年にロイヤル・アカデミーが創設されるとその初代会長となり、実作のみならず絵画の理論家・教育者としても大きな役割を果たした。レノルズは、ラファエッロのような古典絵画の巨匠の様式（グランド・マナー）を重視し、聖人・神話・歴史上の事件などを扱った「歴史画」を絵画ジャンルの首位に置いた。肖像画の制作にあたってもモデルを宗教的・歴史的道具立てのなかで理想化して描いた。
1784年にアラン・ラムゼイが亡くなると、主席宮廷画家となる。
1789年に左目の視力を失い、リタイアを余儀なくされる。
歴史画振興を目的として、『講話』（1769年～1770年）を出版。

彼はまたフィリップ・ジェイムズ・ド・ラウザーバーグが作成したミニチュア機械劇場エイドフュージコンを高く評価した。
彼の残した名言の一つに「君が偉大な才能を持っているならば、勤勉がそれにみがきをかけるだろう。
君がふつうの能力しか持っていないなら、勤勉がその不足を補うだろう。(If you have great talents, industry will improve them; if you have but moderate abilities, industry will supply their deficiency.)」がある。

## 評価
保守的でアカデミックな制作態度、および、「ロイヤル・アカデミーの初代会長」という肩書きから、権威におもねった旧弊な画家として、21世紀の今日においては否定的に評価されがちだが、長年独自の美術の伝統を築けずにいたイギリスにおいて、職業人としての画家の地位を確立した功績は大きい。特に『マスター・ヘア』、『キャロライン・ハワード嬢』などの、愛らしい子どもの肖像画には、レノルズの本領が現われているといえる。

## 代表作
- 『ネリー・オブライエン』（1760年-1762年）（ロンドン、ウォレス・コレクション所蔵）
- 『コウバーン夫人と三人の息子たち』（1773年）（ロンドン、ナショナル・ギャラリー所蔵）
- 『キャロライン・ハワード嬢』（1778年）（ナショナル・ギャラリー・オブ・アート所蔵）
- 『ウォルドグレーヴ伯爵家の令嬢たち』（1781年）（エディンバラ、スコットランド国立美術館所蔵）
- 『ヴィーナスの帯を解くキューピッド』（1788年）（サンクトペテルブルク、エルミタージュ美術館所蔵）
- 『マスター・ヘア』（1788-1789年頃）（ルーヴル美術館所蔵）

## ギャラリー

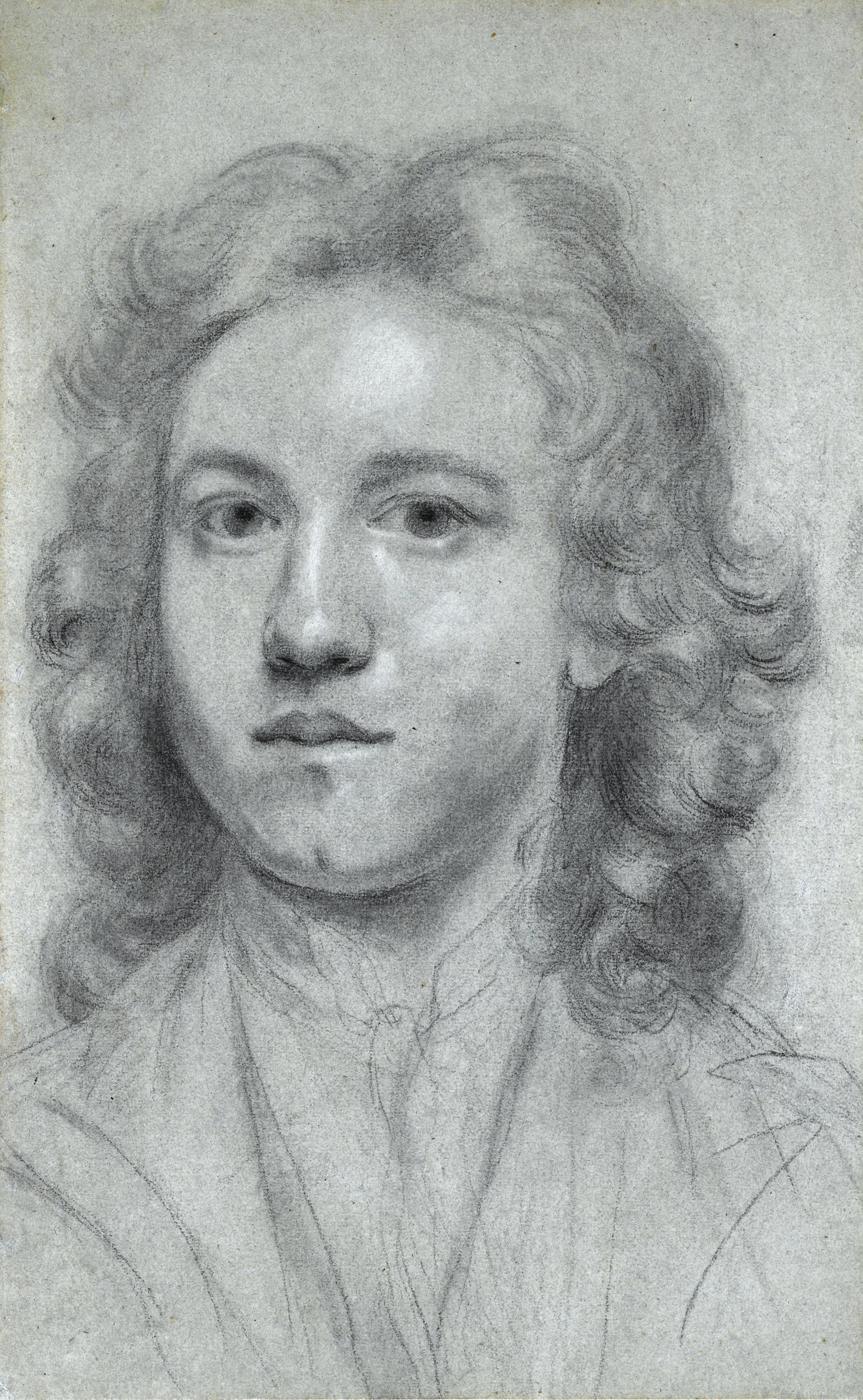
『自画像』（17歳）
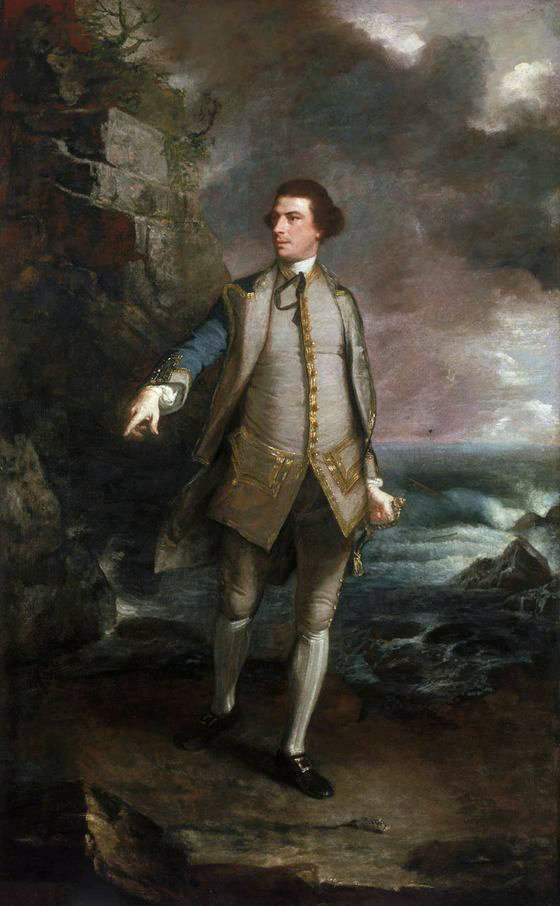
『戦隊指揮官オーガスタス・ケッペル』（1752年-1753年）
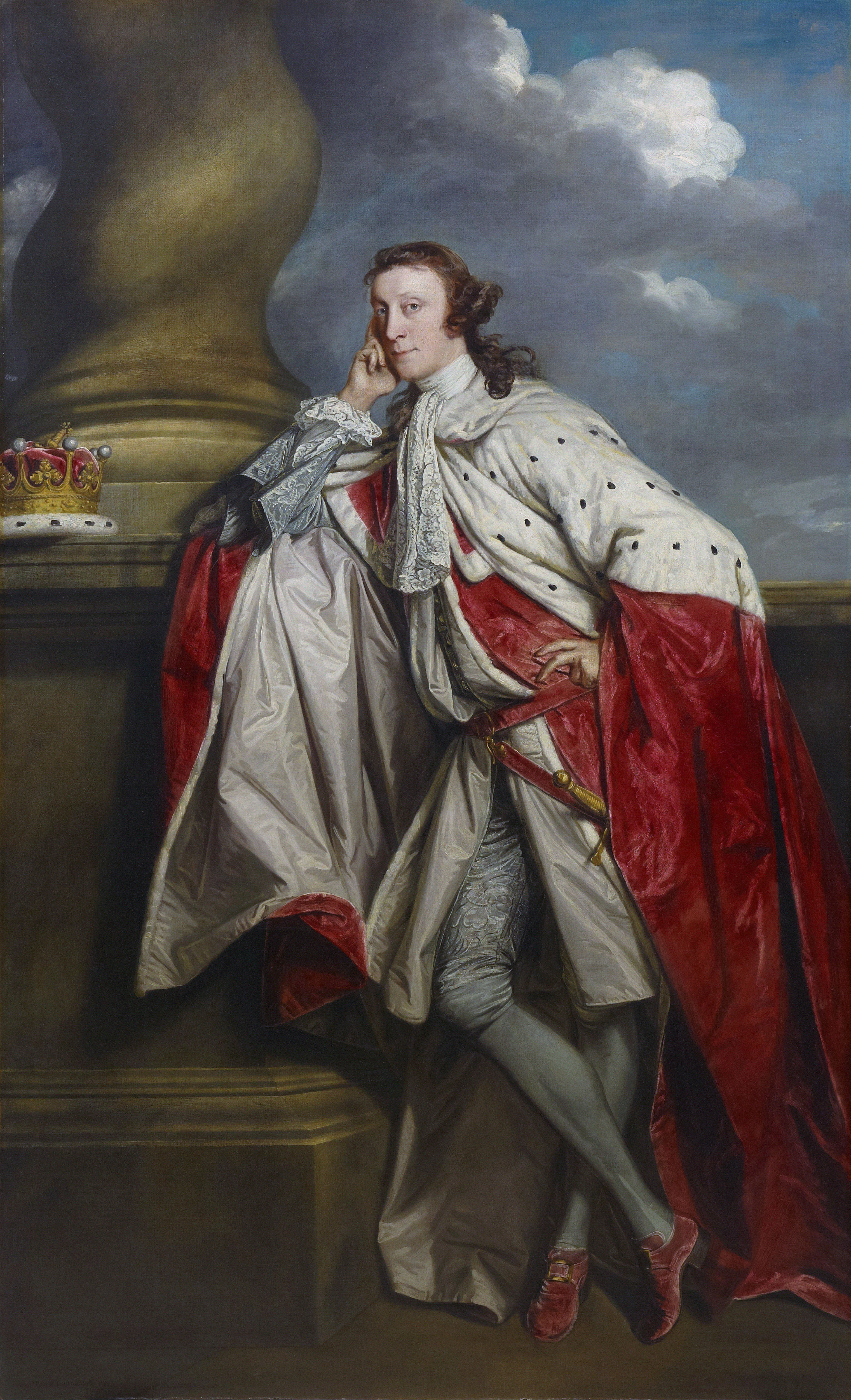
『第7代ローダーデイル伯爵ジェームズ・メイトランドの肖像』（1759年-1761年）
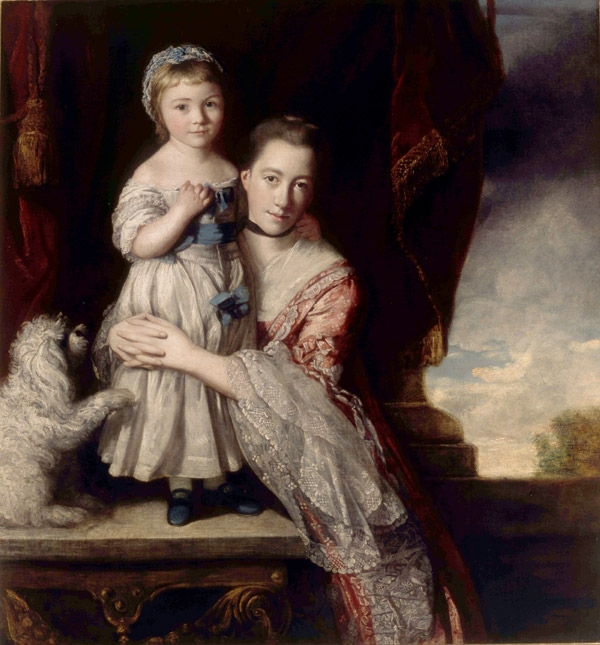
『スペンサー伯爵夫人ジョージアナとその娘』（1760年-1761年）
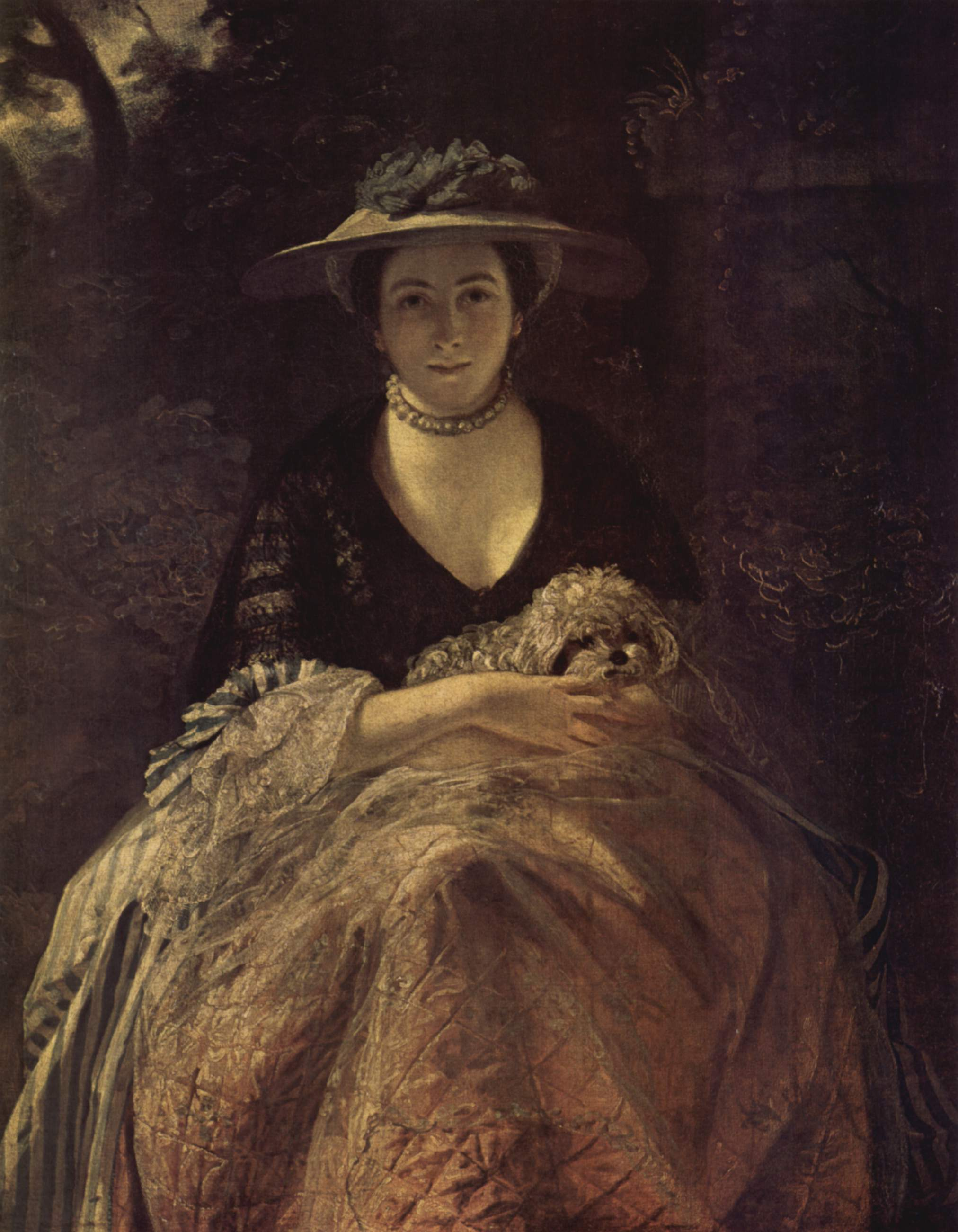
『ネリー・オブライエン』（1760年-1762年）
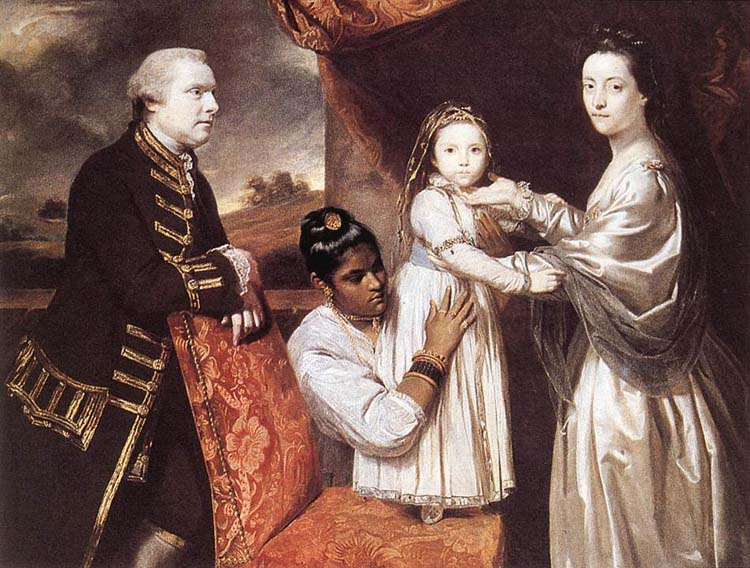
『インド人の女中とロバート・クライブの家族』（1765年）
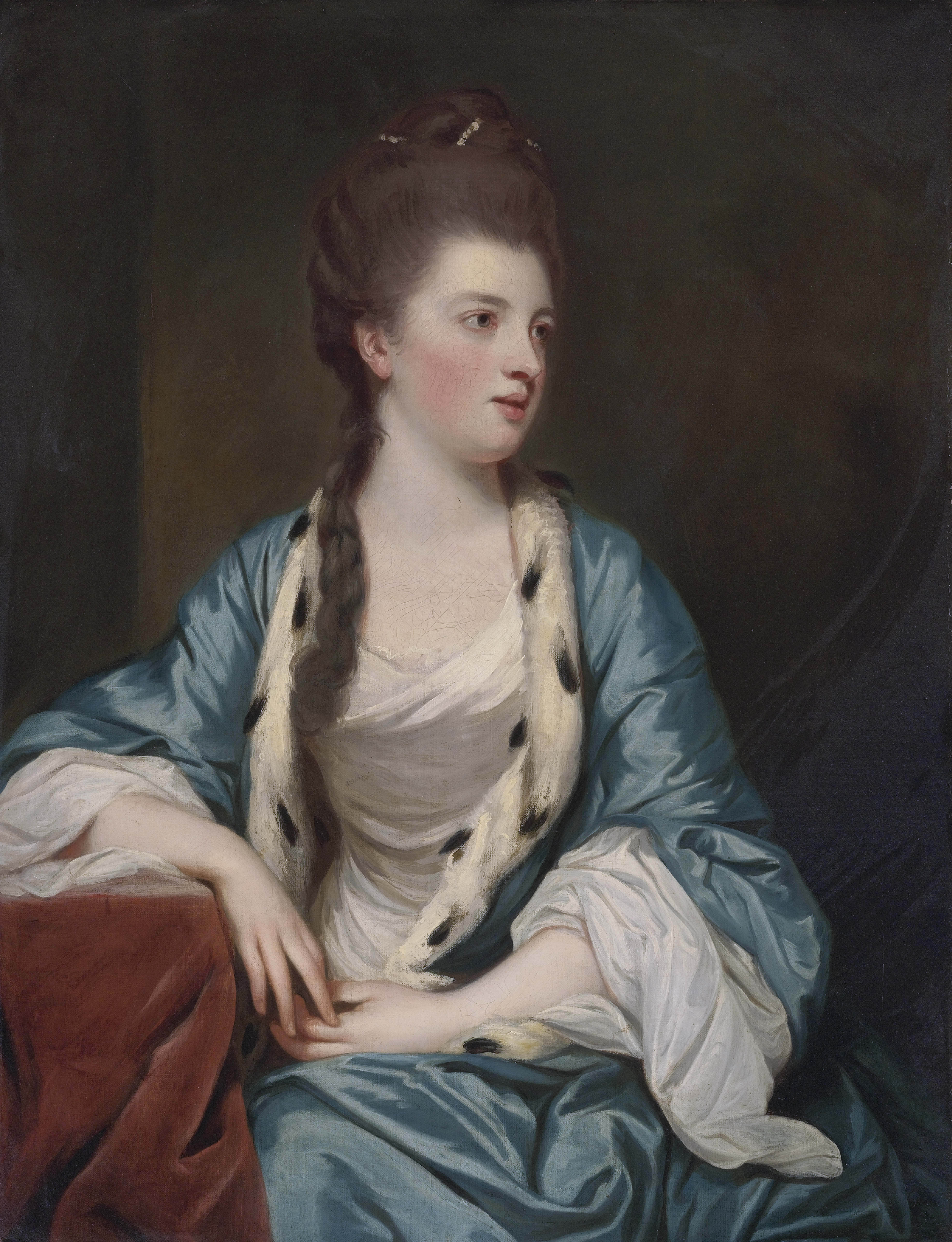
『ロジアン侯爵夫人エリザベス・カーの肖像』（1769年頃）
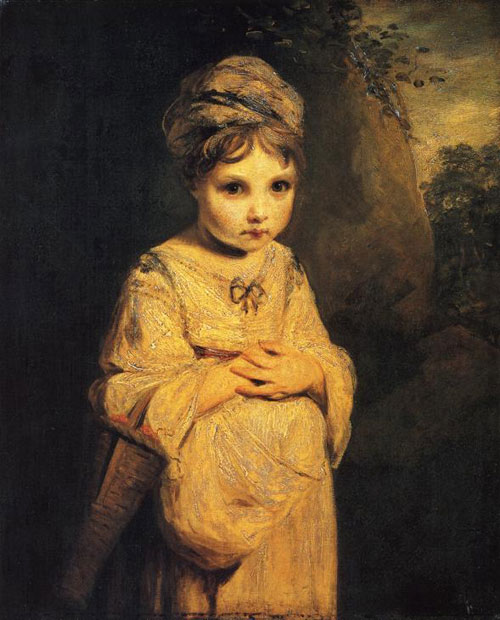
『苺摘みの少女』 （1772年-1773年）
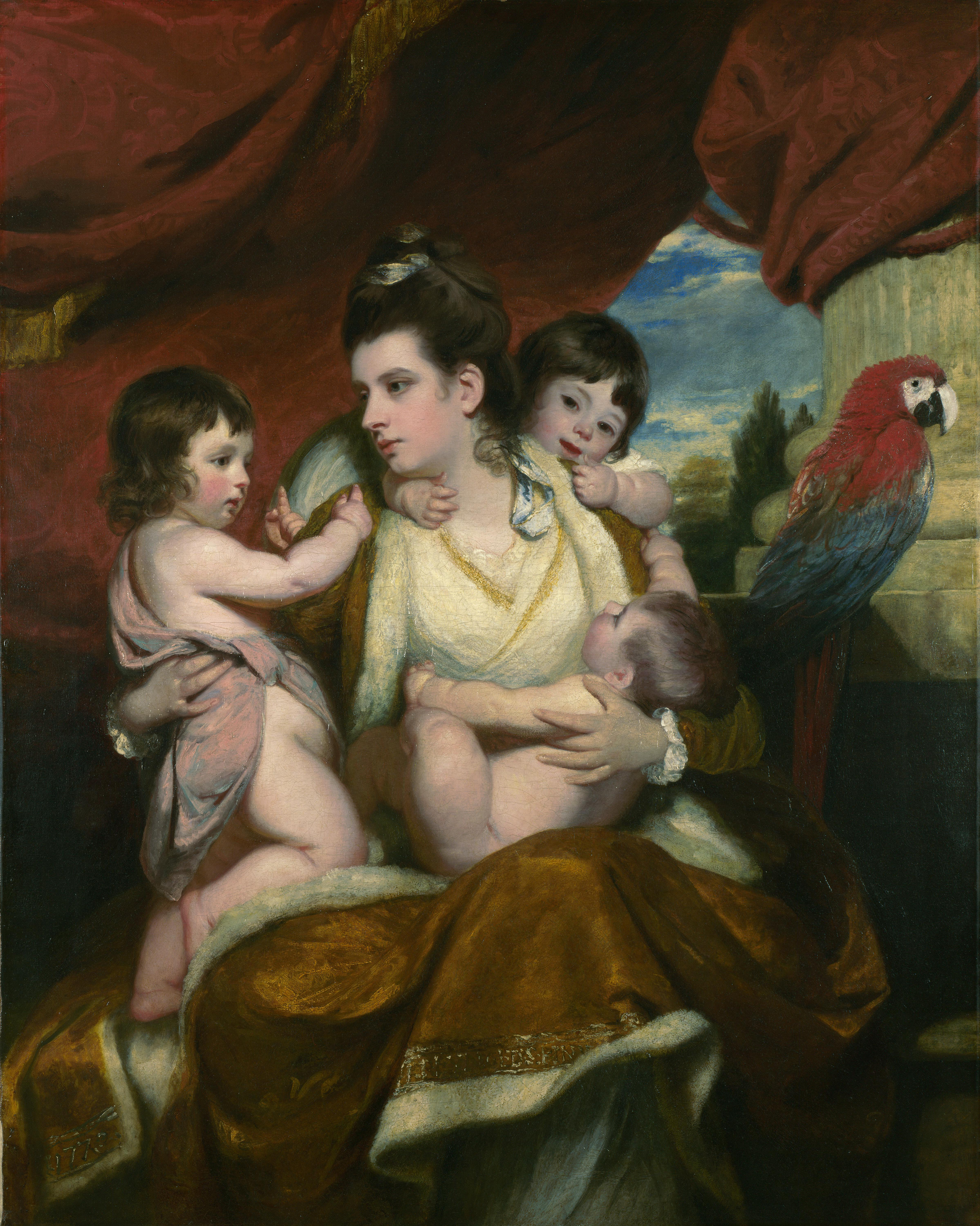
『コウバーン夫人と三人の息子たち』（1773年）
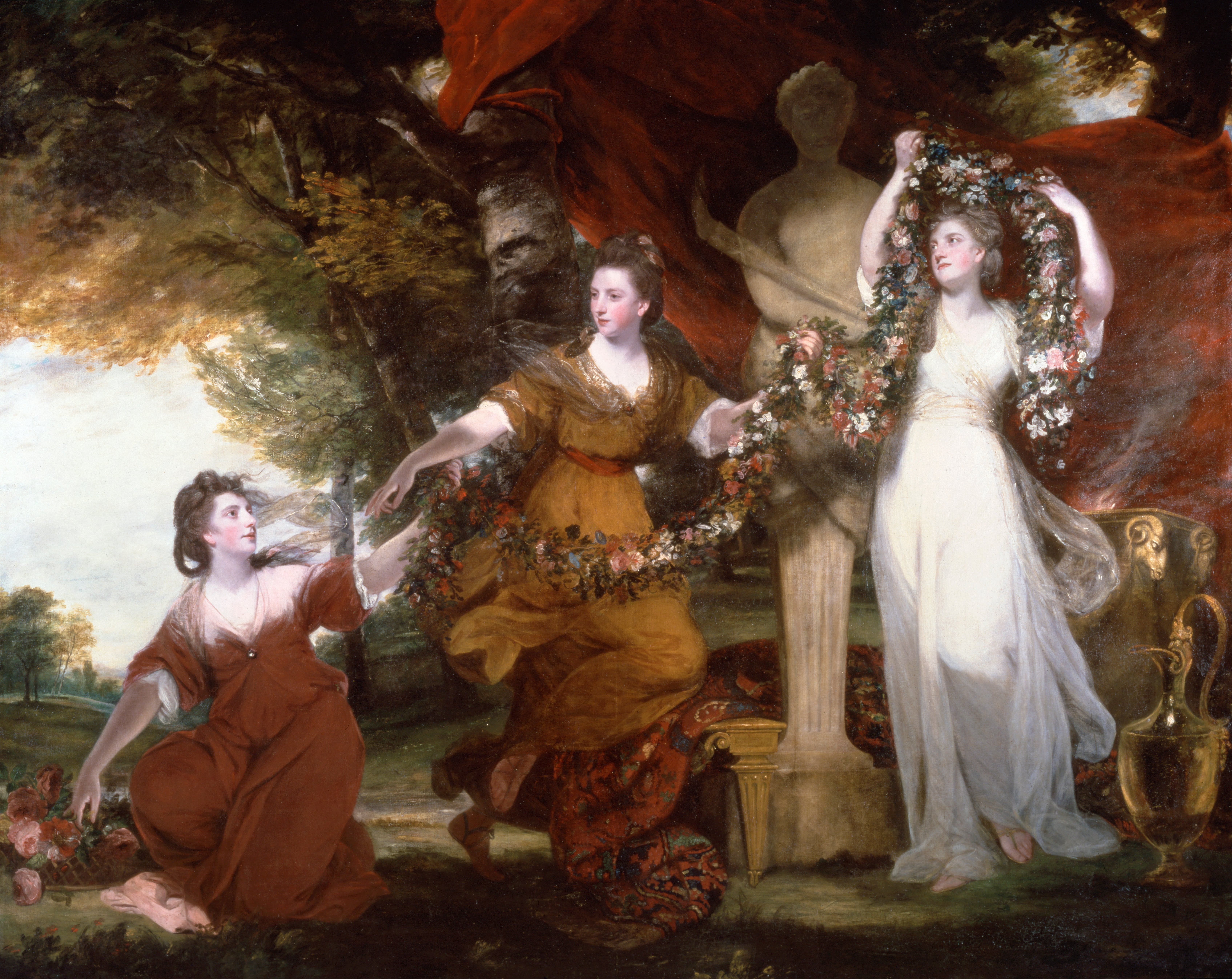
『ヒュメナイオスの像を飾り立てる三人の淑女たち』（1774年）
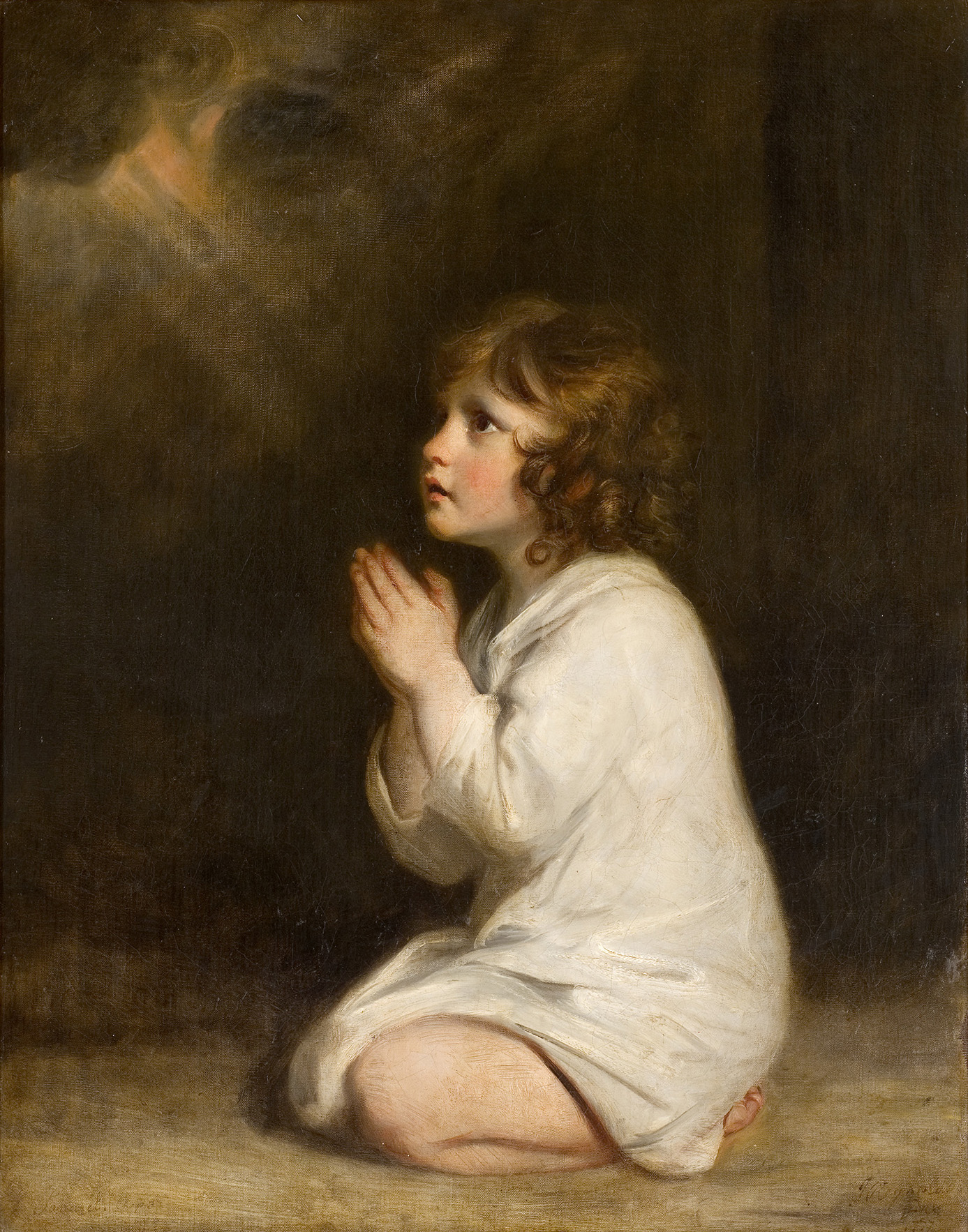
『幼児サミュエル』（1776年）
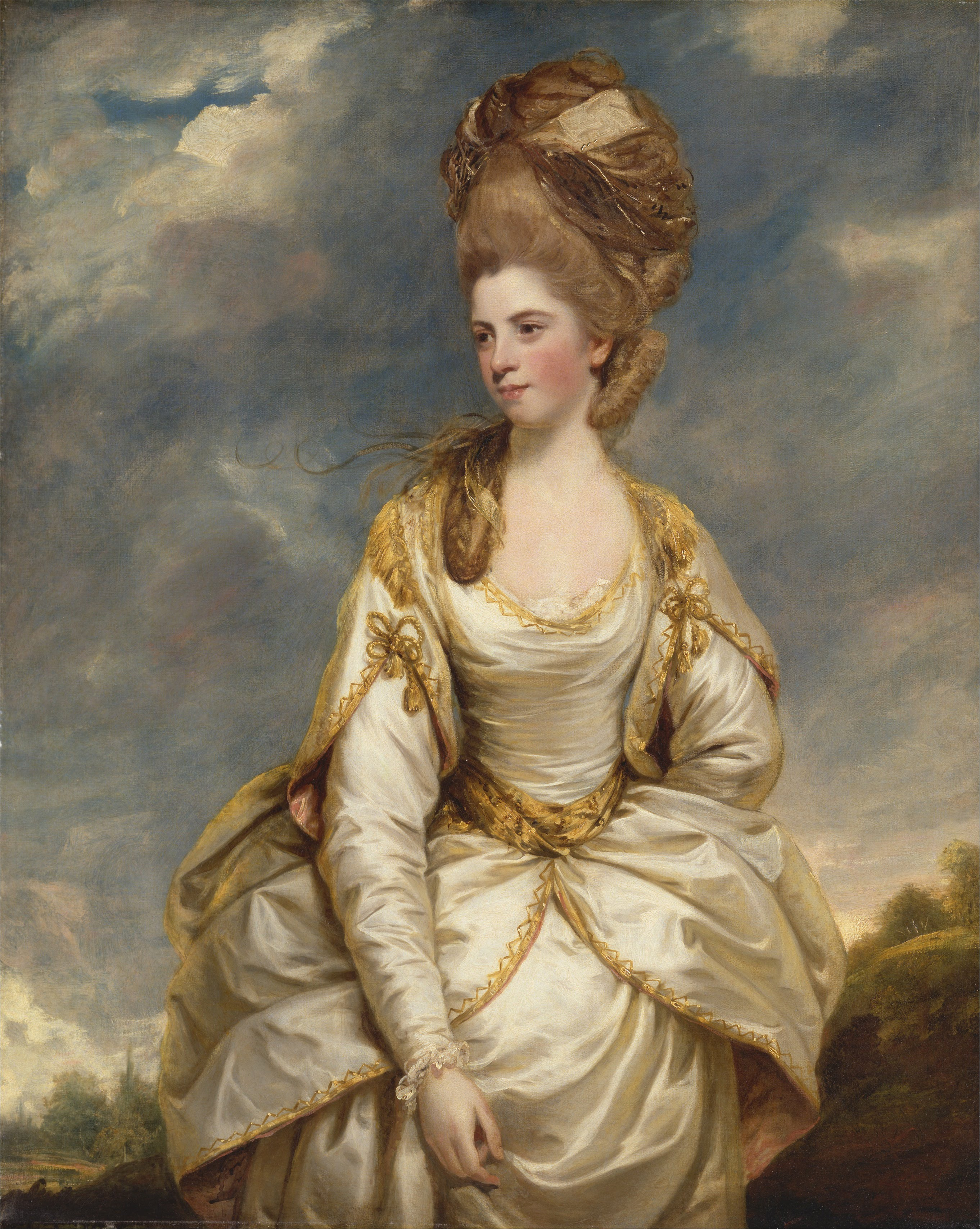
『サラ・キャンベルの肖像』（1777年-1778年）
『キャロライン・ハワード嬢の肖像』（1778年）
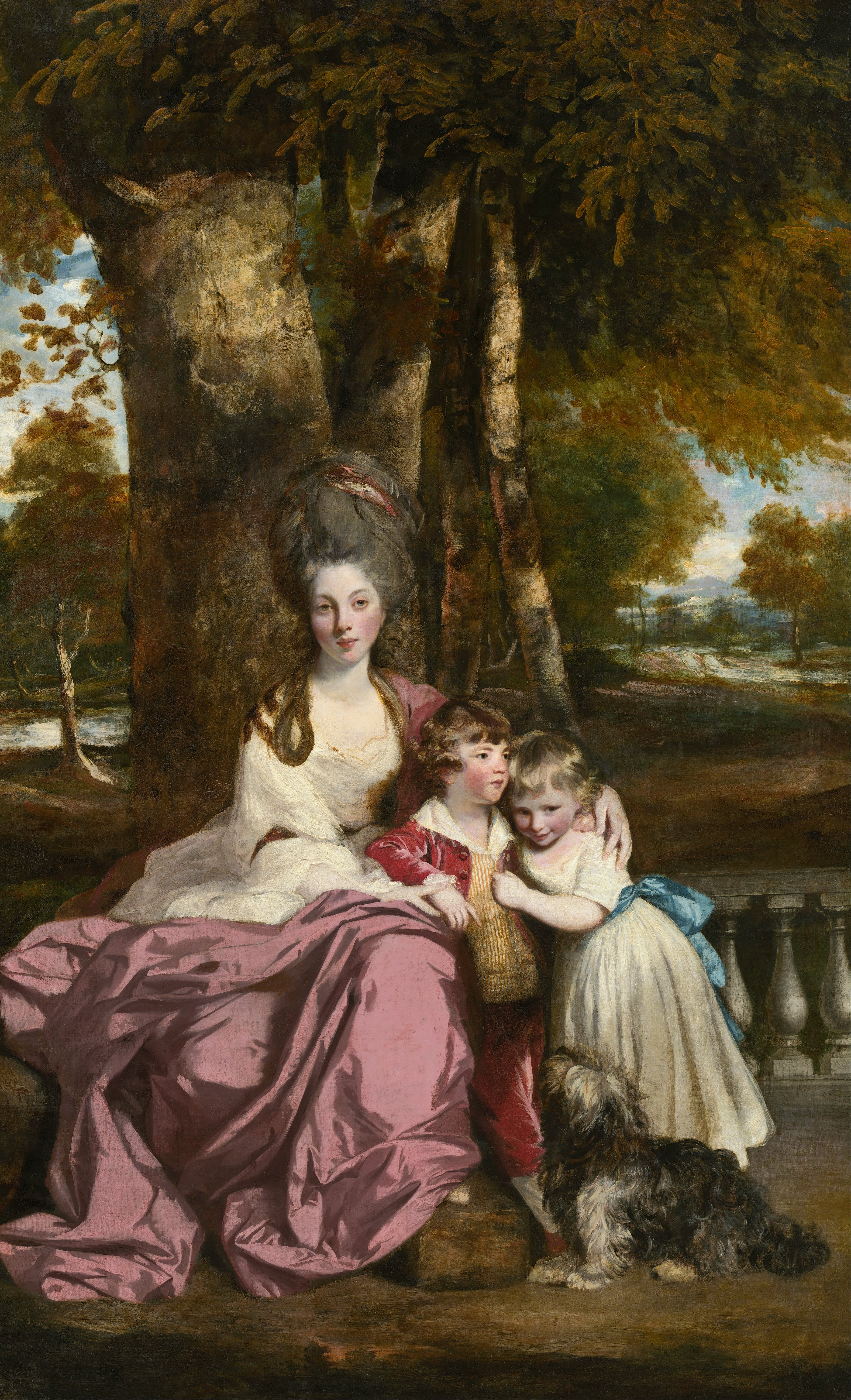
『エリザベス・デルメ夫人とその子供たち』（1777年-1779年）
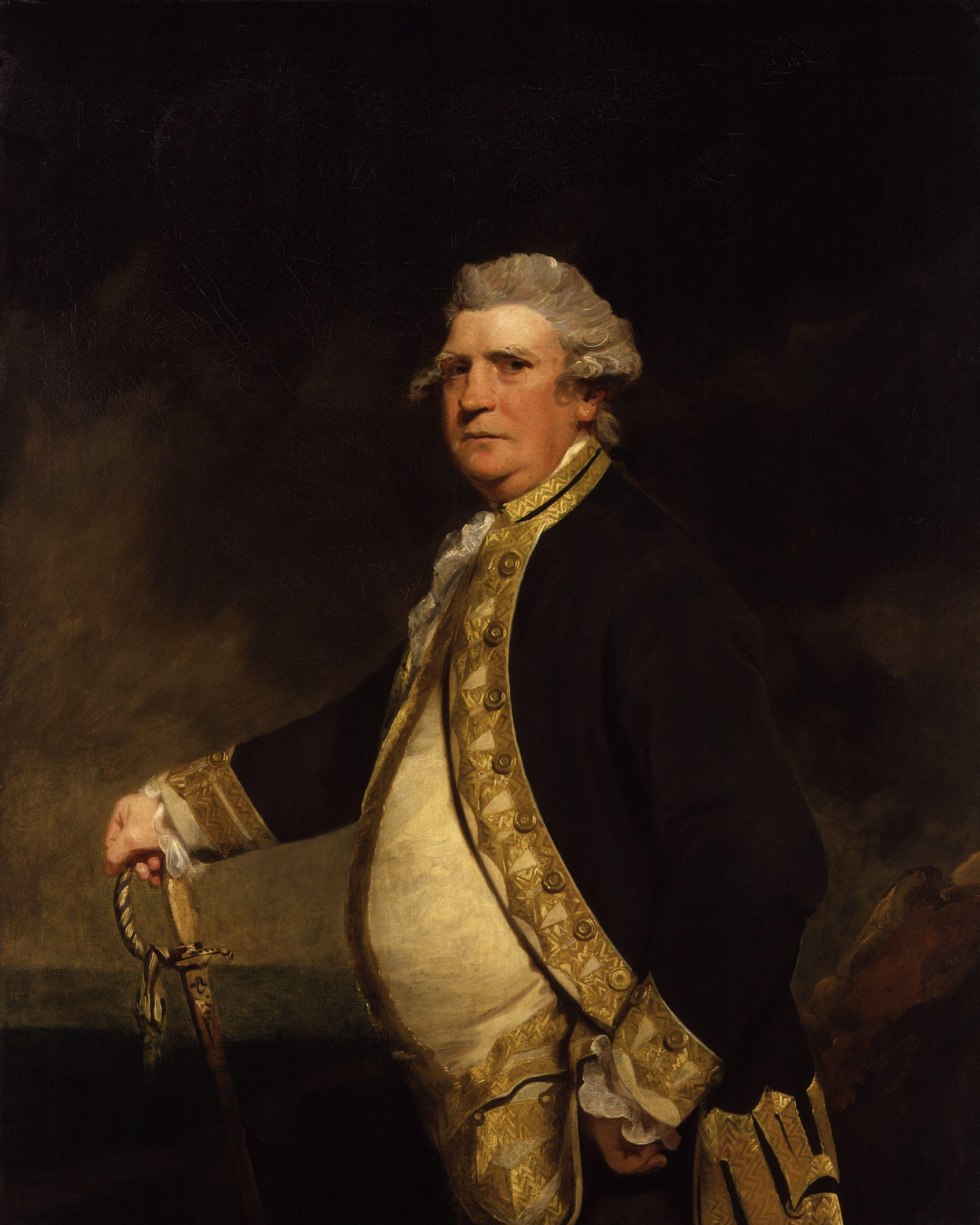
『オーガスタス・ケッペル』（1779年）
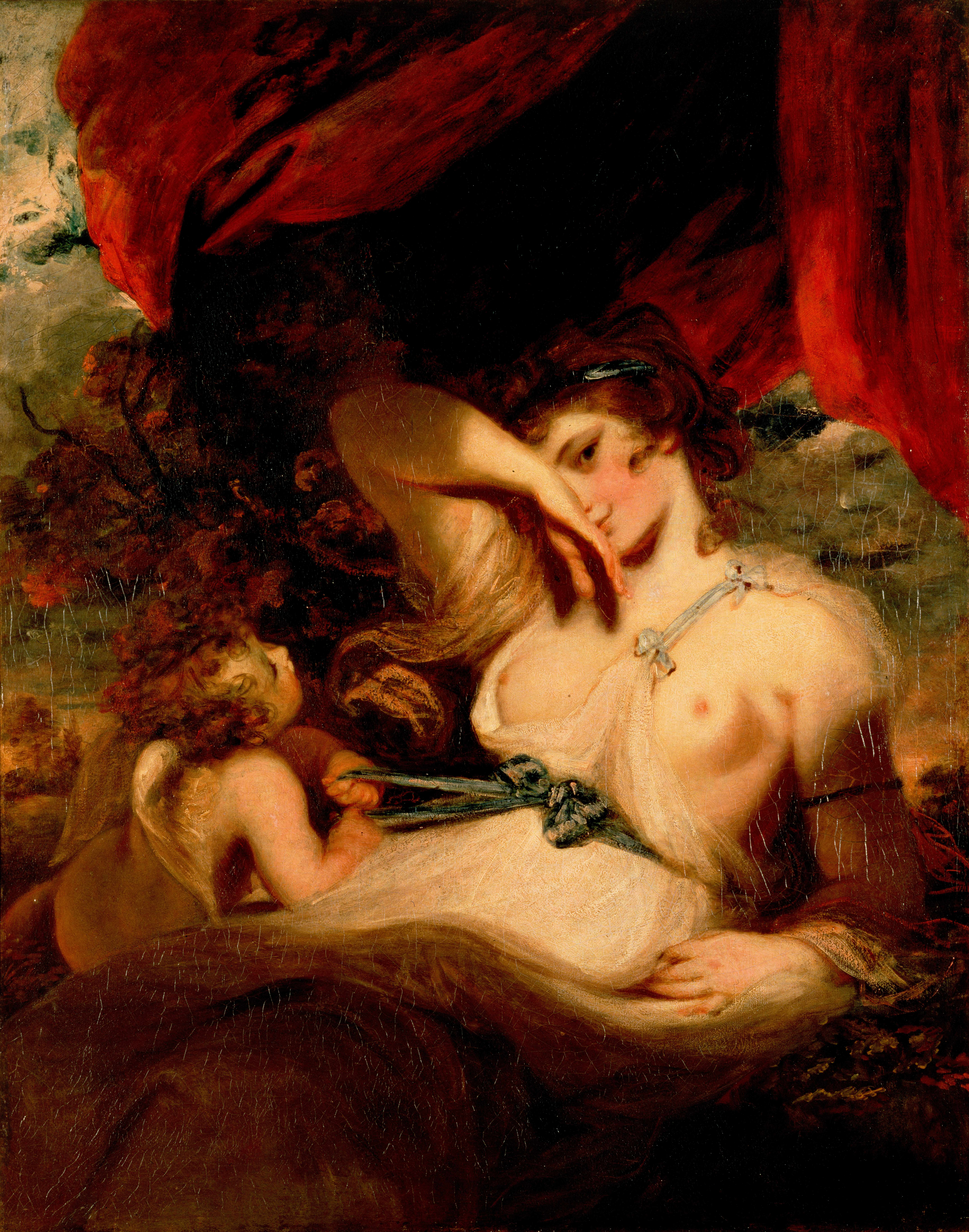
『ヴィーナスの帯を解くキューピッド』（1788年）
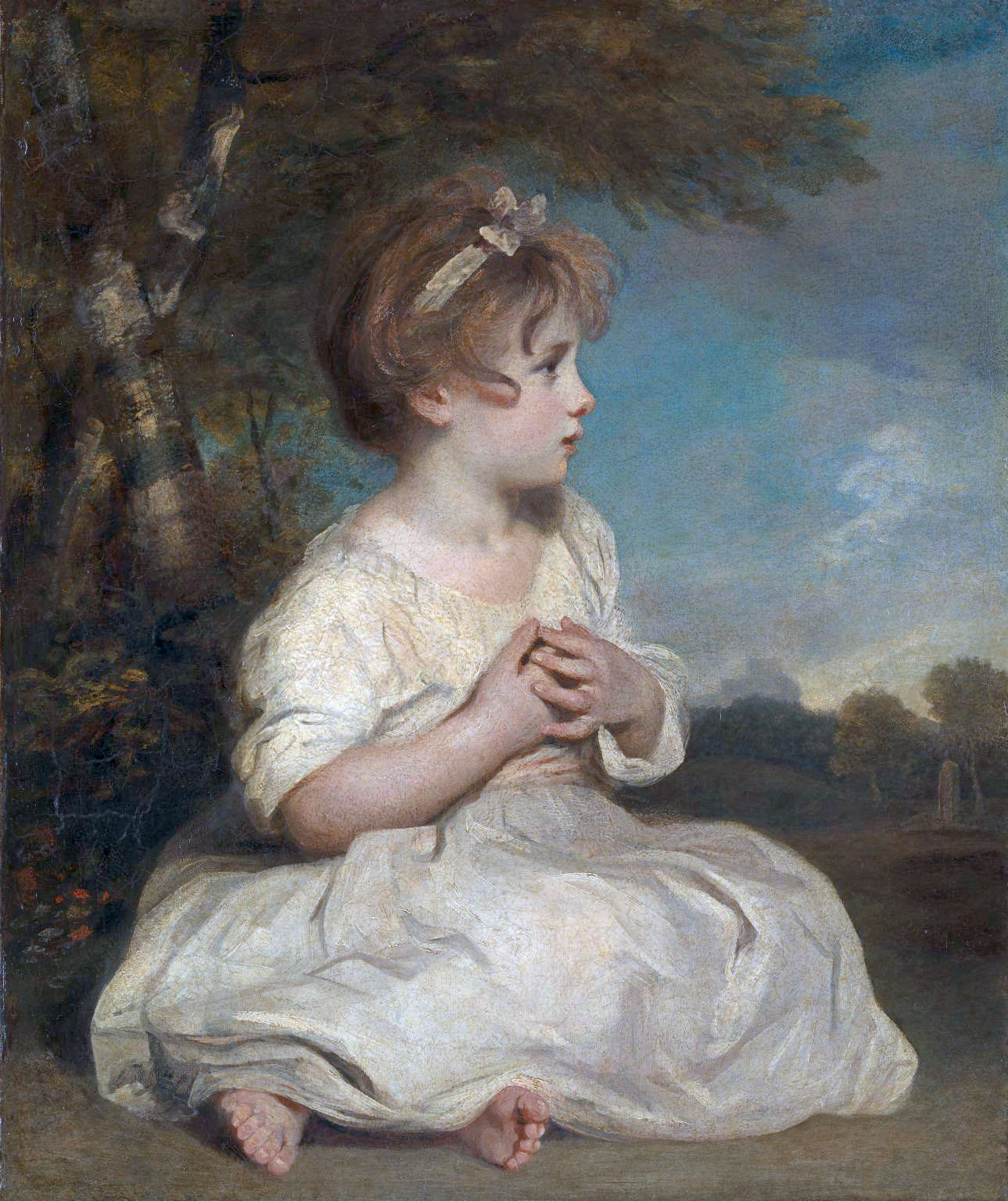
『無垢の時代』 （1788年）
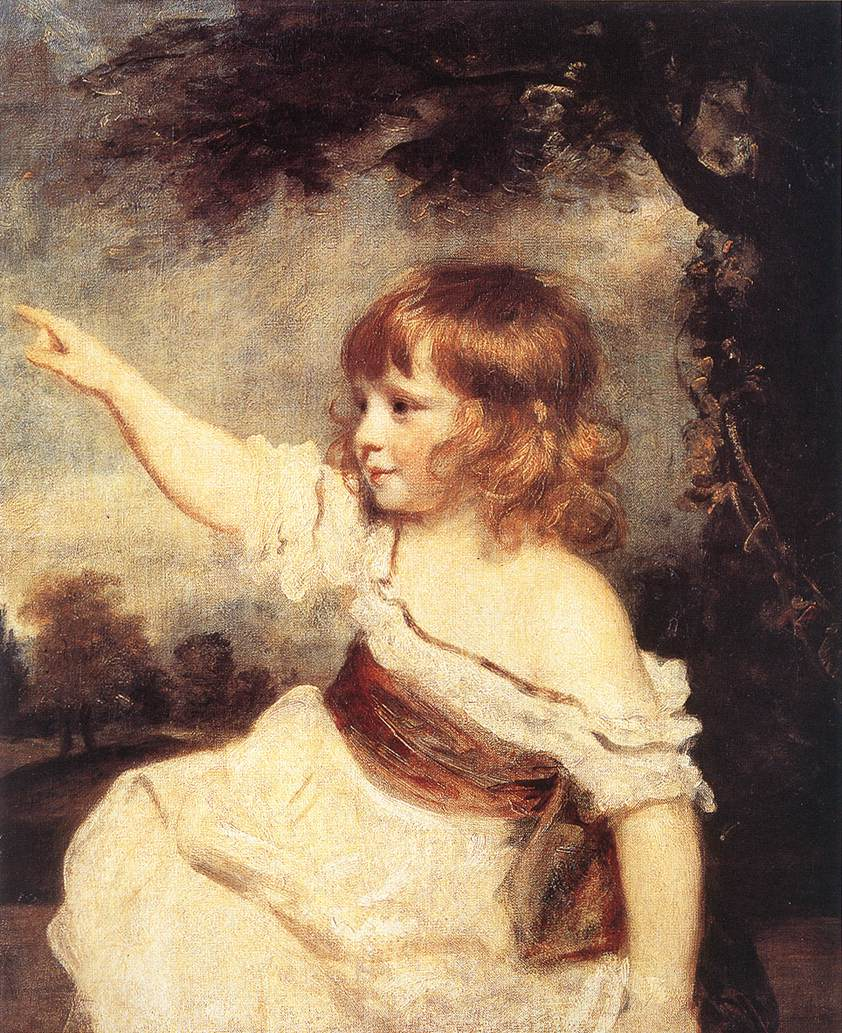
『マスター・ヘア』（1788年-1789年頃）
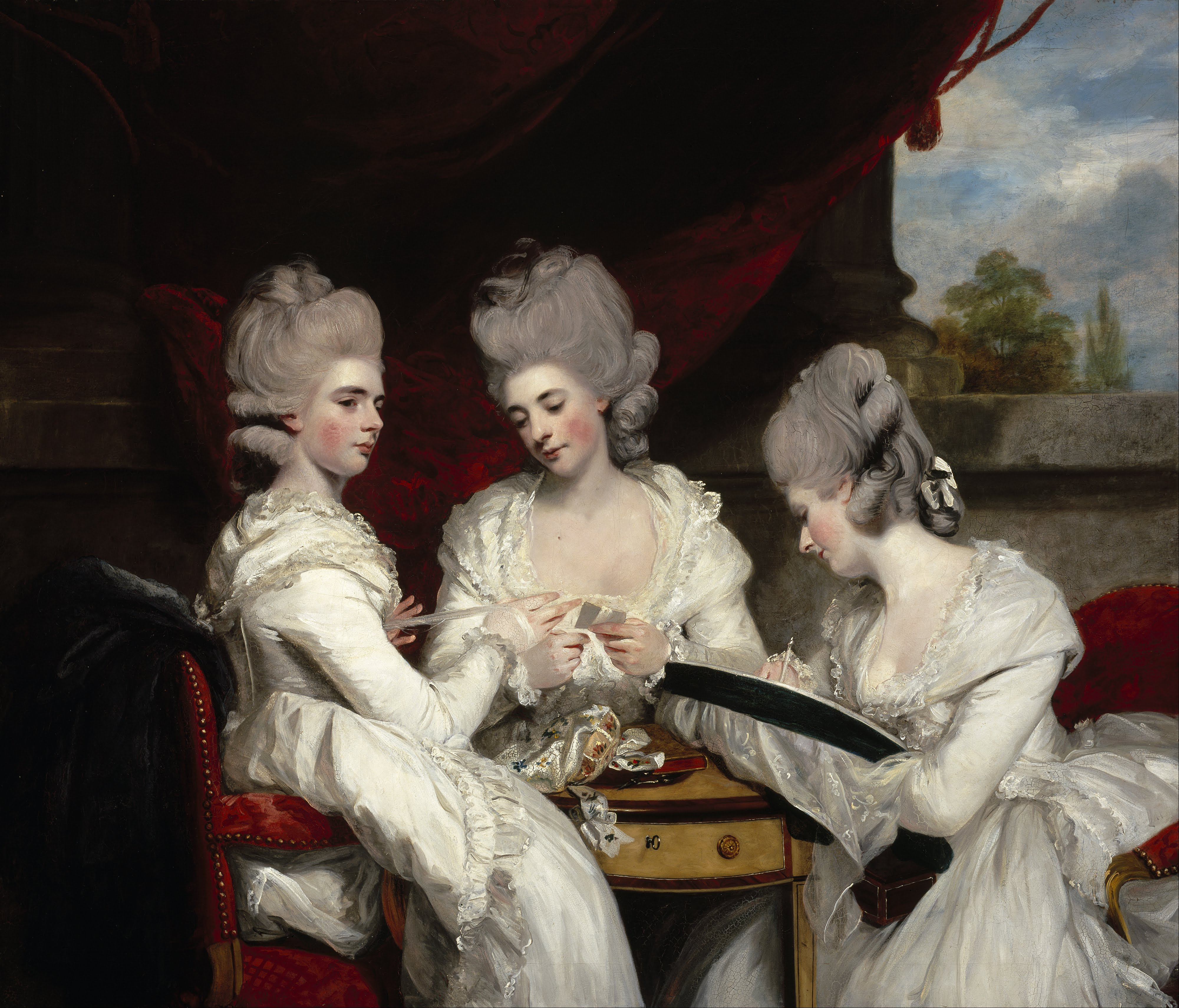
『ウォルドグレーヴ伯爵家の令嬢たち』（1781年）
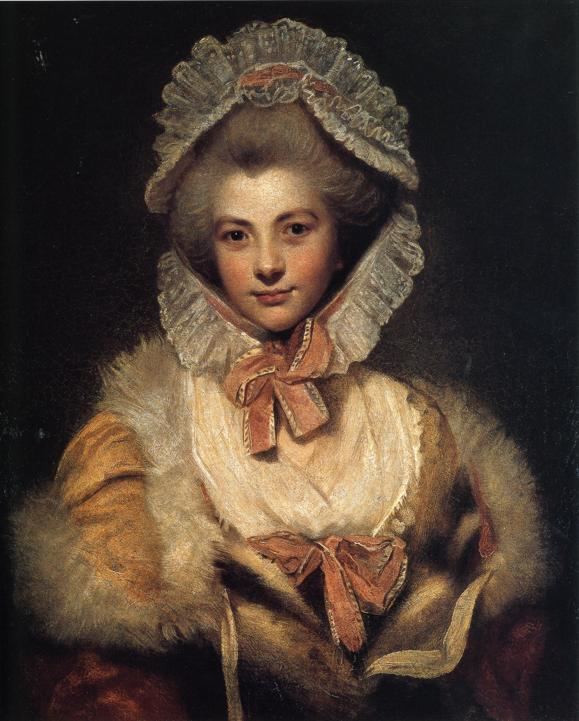
『スペンサー伯爵夫人ラヴィニア・ビンガムの肖像』（1781年-1782年）
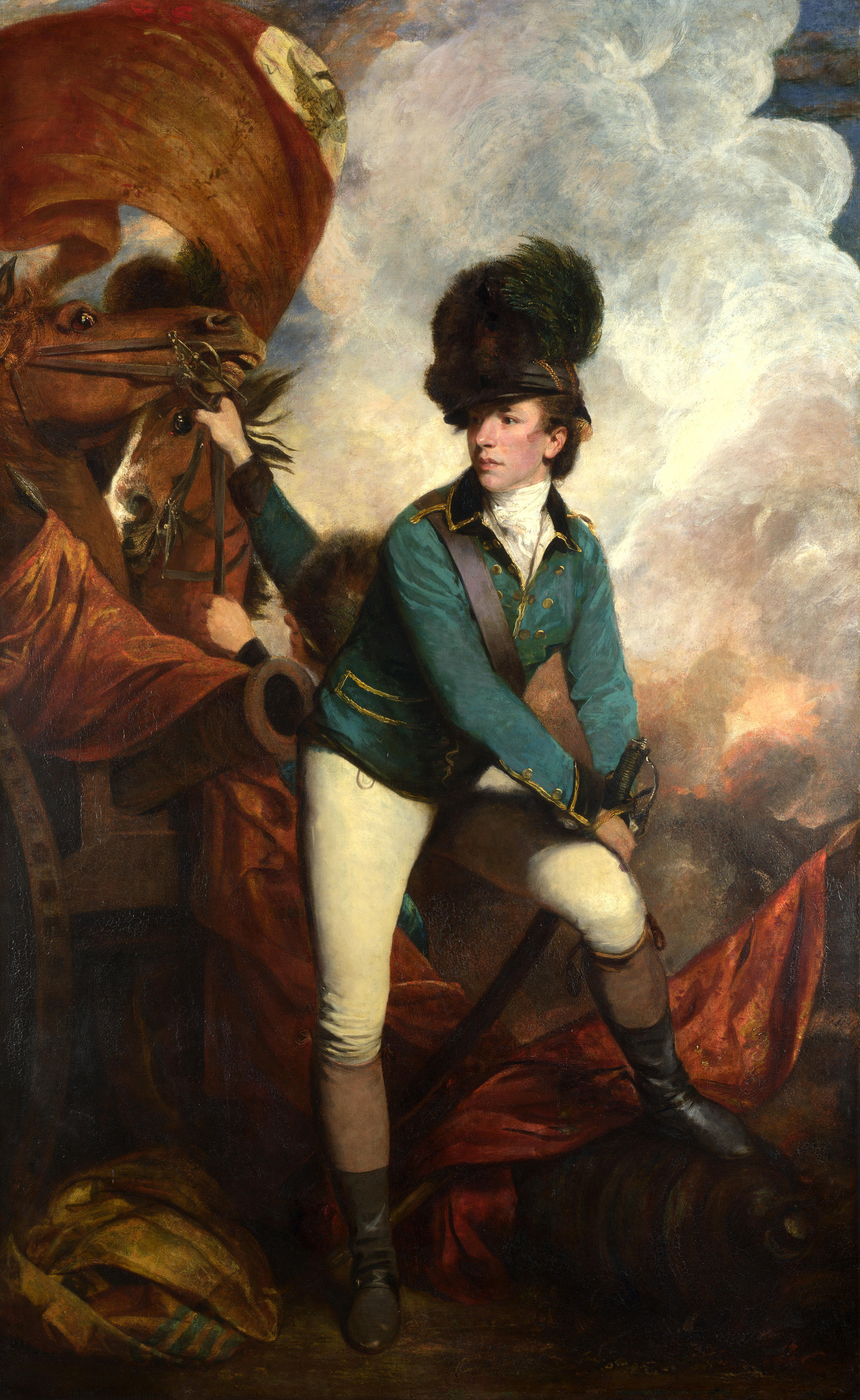
『副連隊長バナスター・タールトン卿』（1782年）
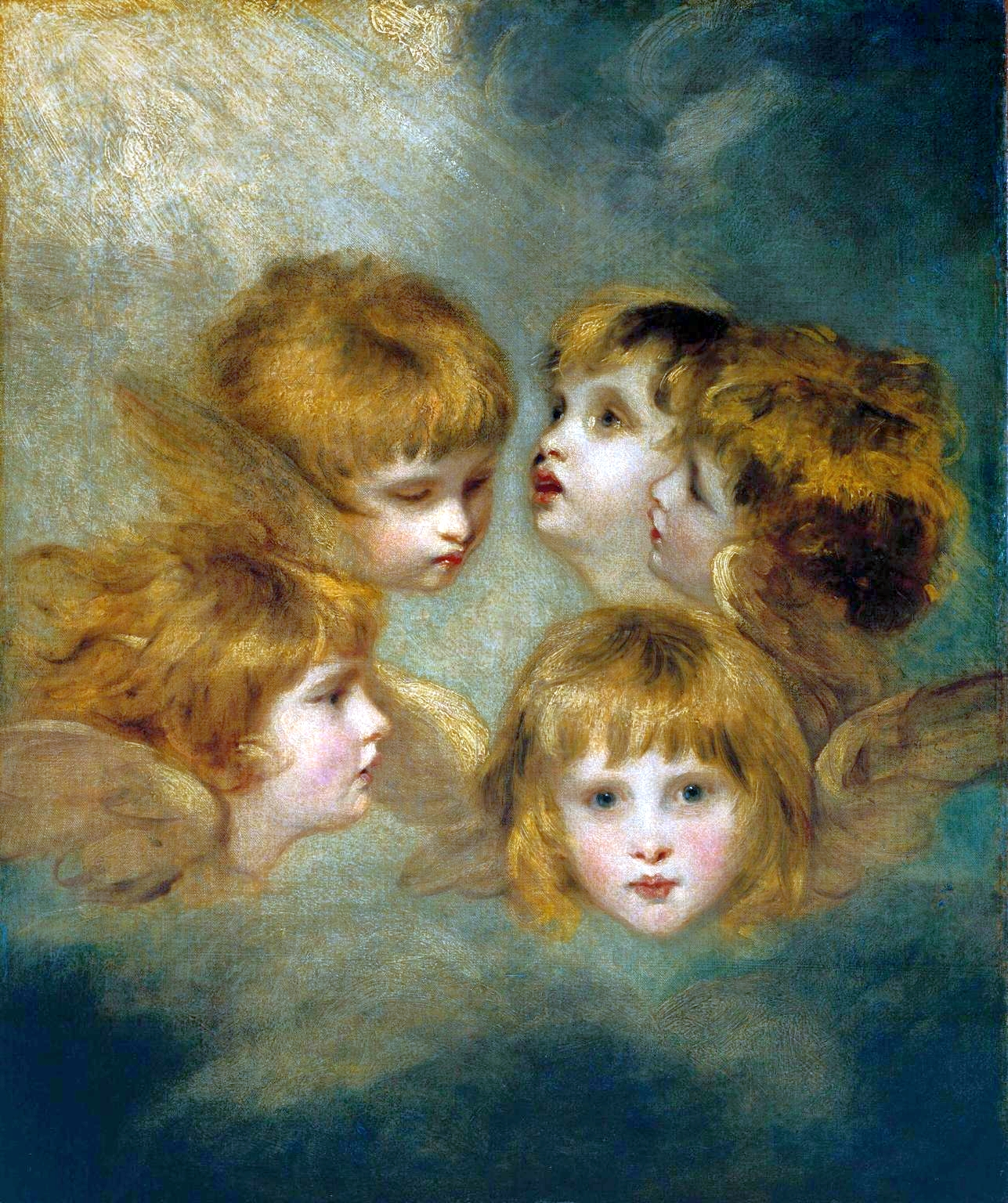
『天使の頭部』（1786年-1787年）
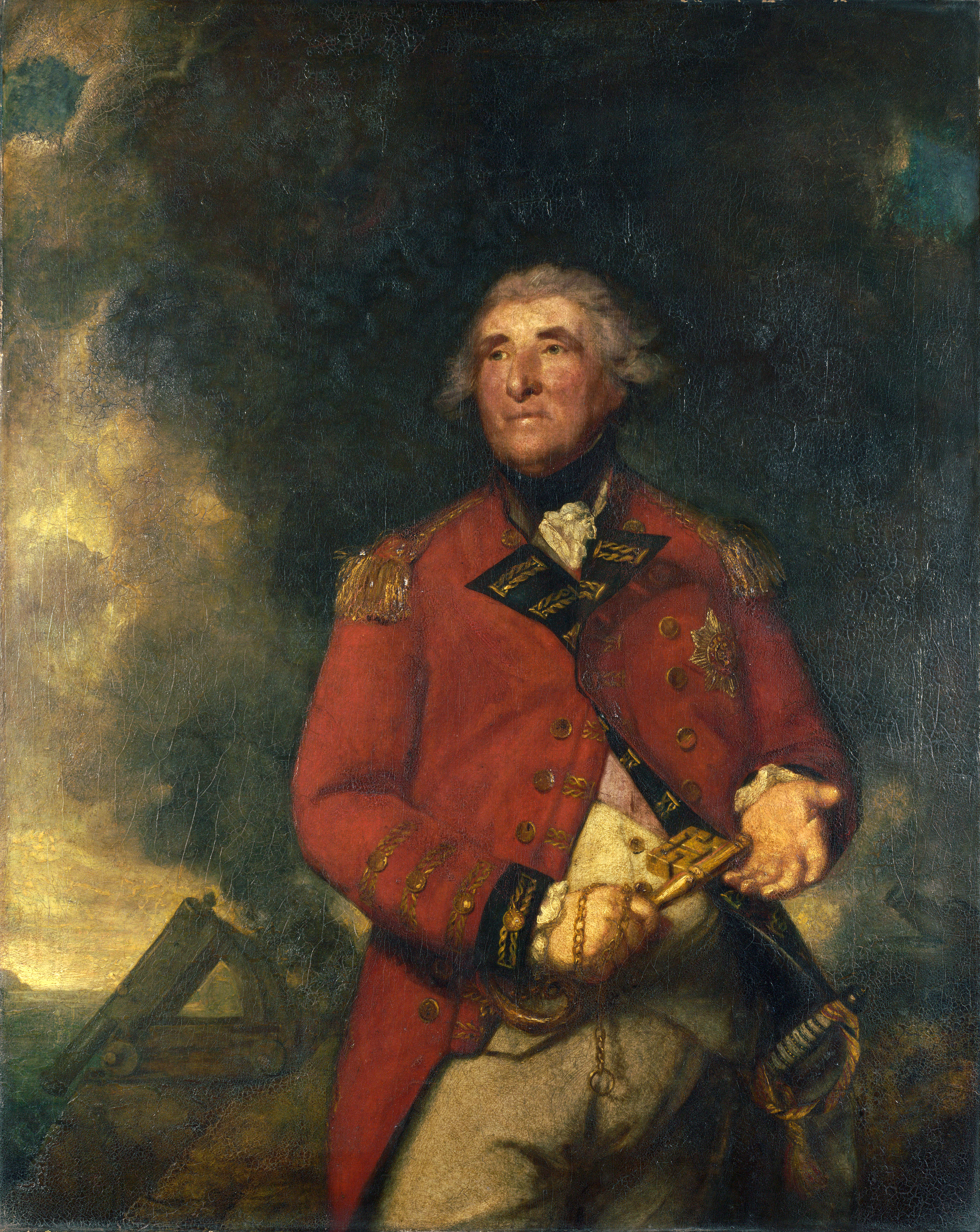
『ジブラルタルのヒースフィールド卿』（1787年）
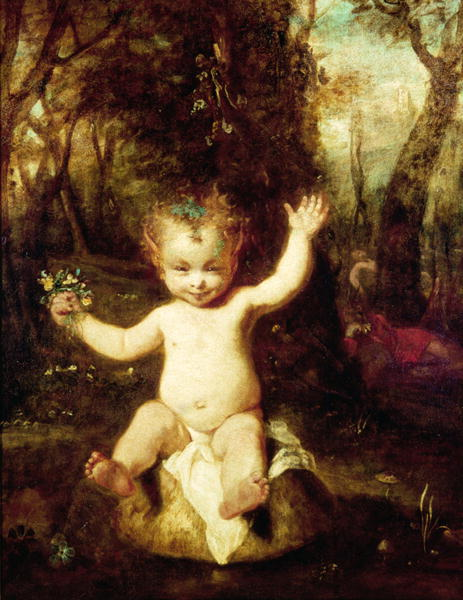
『パック』（1789年）
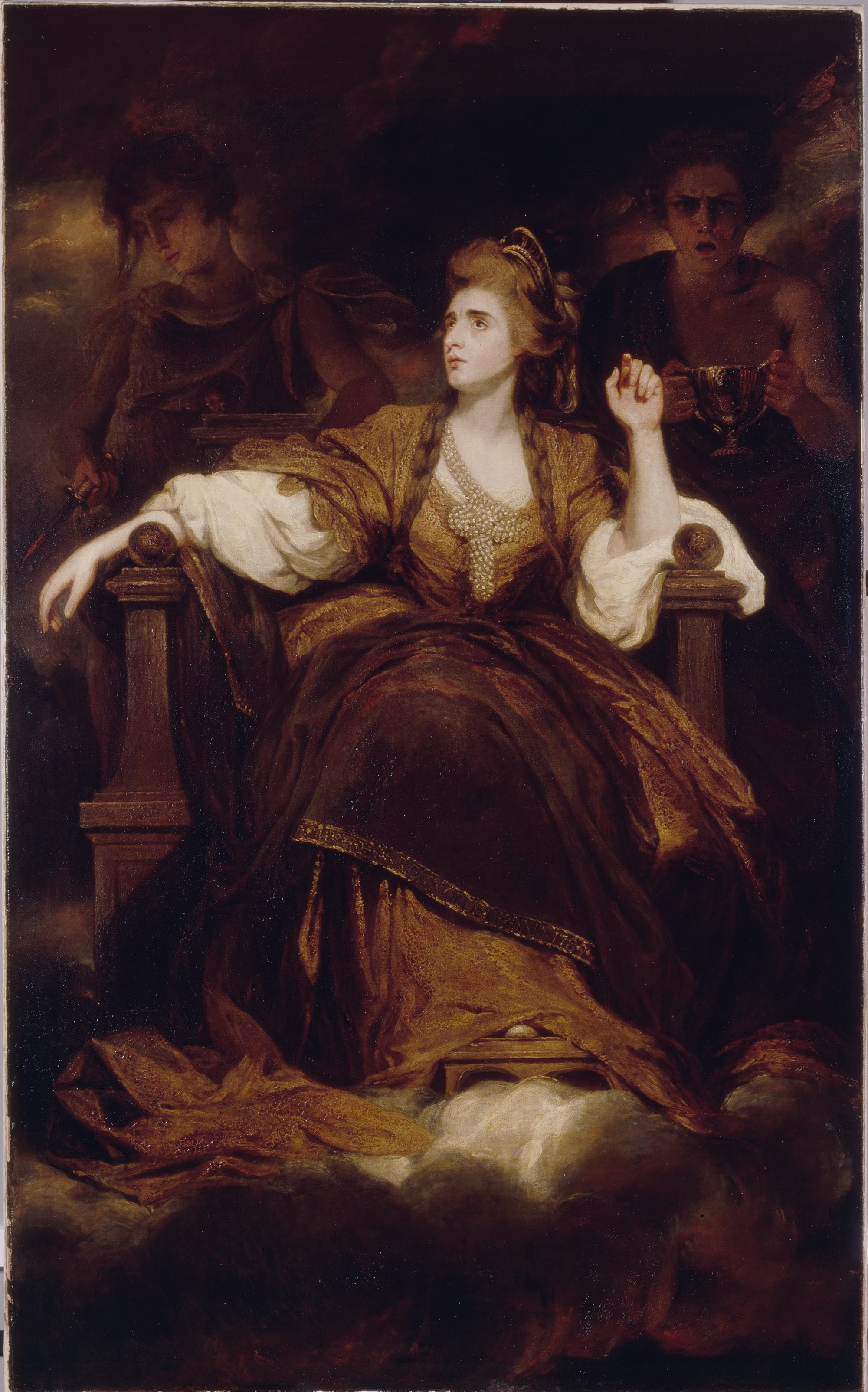
『悲劇のムーサとしてのシンドス夫人』（1789年）

## 参照
1. ↑  Ian McIntyre, Joshua Reynolds. The Life and Times of the First President of the Royal Academy (London: Allen Lane, 2003), p. 39.
2. ↑  藤田 治彦『ターナー』六輝社、2001年2月。ISBN 4-89737-387-5。